# Ajangiz
Ajangiz en basque ou Ajánguiz en espagnol est une commune de Biscaye dans la communauté autonome du Pays basque en Espagne.
Le nom officiel de la ville est Ajangiz.

## Toponymie
Ajangiz appartient à la série de toponymes basques qui ont le suffixe -iz. Julio Caro Baroja défendait que la plupart de ces toponymes provenaient d'un nom propre uni au suffixe latin -icus décliné.
Dans la zone basco-navarraise Caro Baroja considérait que les suffixes -oz, -ez et -iz appliqués à la toponymie indiquaient que dans l'antiquité le lieu avait été la propriété de la personne dont le nom était uni au suffixe, en pouvant remonter son origine depuis le Moyen Âge jusqu'à l'époque de l'Empire romain.
Dans le cas d'Ajangiz, Julio Caro Baroja a proposé que ce nom pourrait provenir d'un Allianus hypothétique, nom latin qui est documentée.
Ainsi, si au nom Allianus on lui ajoute le suffixe latin -icus qui indique appartenant à, on pourrait obtenir Allianicus. Allianicus pourrait aussi être un fils d'Allianus. Ce qui est propre d'Allianicus et de ses descendants serait Allianici (génitif de singulier au et nominatif au pluriel). D'une évolution semblable à celui du suffixe latin -icus donnant naissance aussi aux patronymes utilisés dans les langues latines de la péninsule Ibérique.
Le toponyme Ajangiz peut dériver de cet Allianici. Il faut tenir compte que les références les plus anciennes apparaissent comme Axanguiz et qu'encore de nos jours en basque elle est prononcée comme à Aianguiz, au son semblable au « ll ». Allianici →Axianici → Axanguici → Axanguiz.
Axánguiz a été fixé comme forme écrite du nom. En castillan il a évolué à l'actuelle d'Ajánguiz par la transformation du x → j. L'actuel nom de la localité en basque est Ajangiz, adaptation du toponyme à l'orthographe contemporaine de la langue basque Ajánguiz → Ajangiz, puisqu'en basque le son gui s'écrit gi et il n'y a pas de tildes. La prononciation en basque et en castillan est différente puisqu'en basque le j elle est prononcée comme le Y.
En 1991, quand la municipalité se détache de celle de Gernika et de Luno, elle adoptera une nouvelle dénomination officielle dont la forme basque est depuis lors et officiellement celle d'Ajangiz.

## Géographie
Ajangiz se trouve dans un flanc de montagne qui domine la vallée de Guernica, à moins de 4 km de distance, à l'est de Guernica. La rivière Oka sert de frontière entre la municipalité de d'Ajangiz et celles de Gernika Luno.
La municipalité a été historiquement composée de trois quartiers : Mendieta, Kanpantxu et Errenteria.
Errenteria est une prolongation du quartier guernicais homonyme, qui est étendu à l'autre côté de la rivière Oka. Dans les faits, c'est une extension de Gernika Luno hors de son territoire municipal. Il est apparu pendant les années où Ajangiz a été rattaché à Gernika-Luno. Lorsque Ajangiz a récupéré l'indépendance, ce nouveau quartier est resté rattaché à Guernica.
Mendieta est le noyau principal de la municipalité où on trouve la mairie. Kanpantxu est un groupement de fermes. Tous les deux sont de caractère rural.

## Histoire
Ajangiz a presque toujours été rattaché à la municipalité voisine de Guernica tout le long de son histoire. Entre 1940 et 1991, elle a été une annexe de la municipalité de Gernika-Luno.
Quand en 1991, Ajangiz a récupéré son indépendance, elle a perdu le quartier d'Errenteria qui est restée rattachée à Guernica.

## Personnalités de la commune
- Valentín Aurre Apraiz (1912-1966) : poète en langue basque et traducteur.

### Sources
- (es) Cet article est partiellement ou en totalité issu de l’article de Wikipédia en espagnol intitulé « Ajánguiz » (voir la liste des auteurs).